# 14th Street (Manhattan)

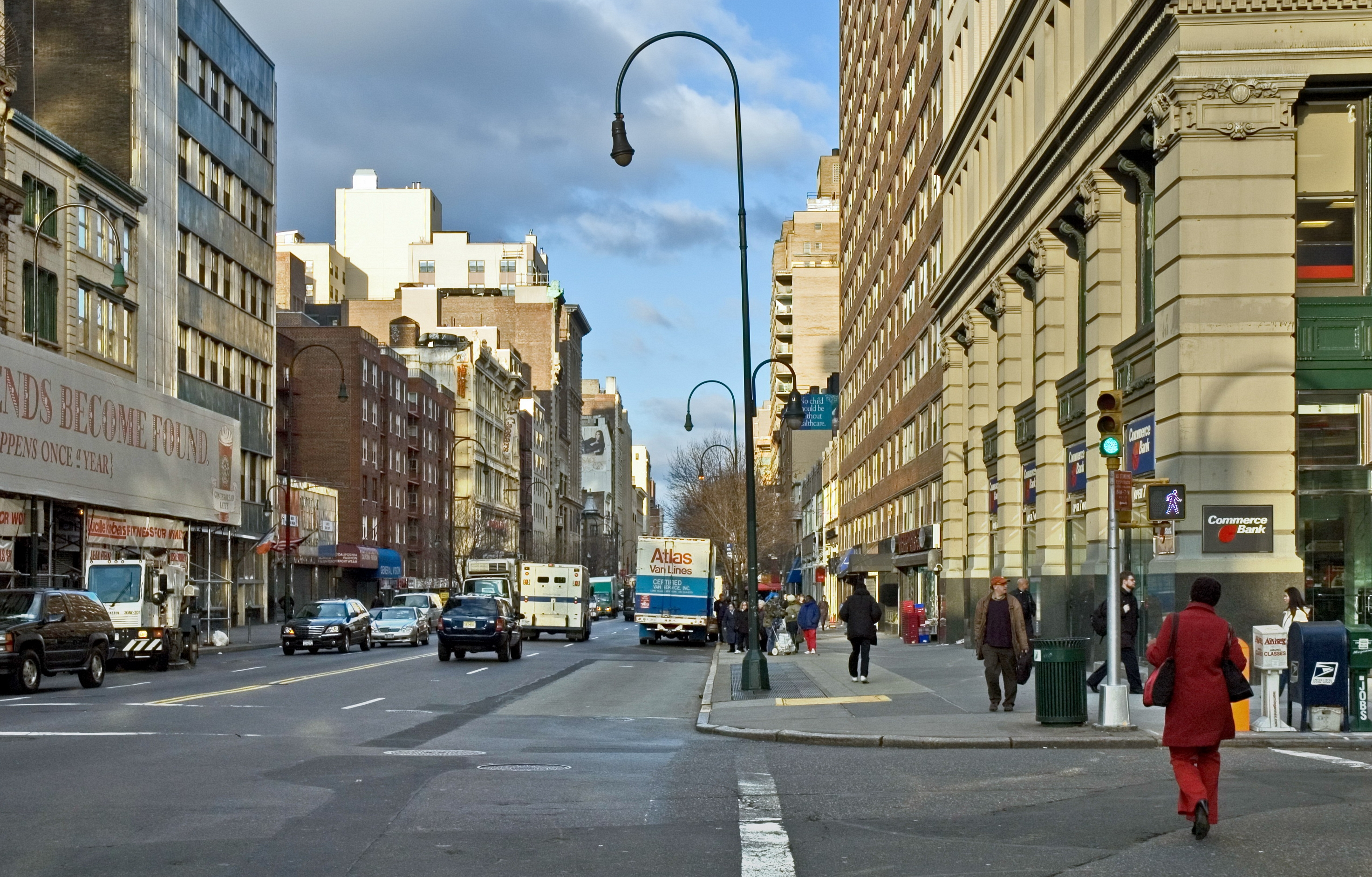
14th Street, Blick von der Fifth Avenue Richtung Westen (2005)

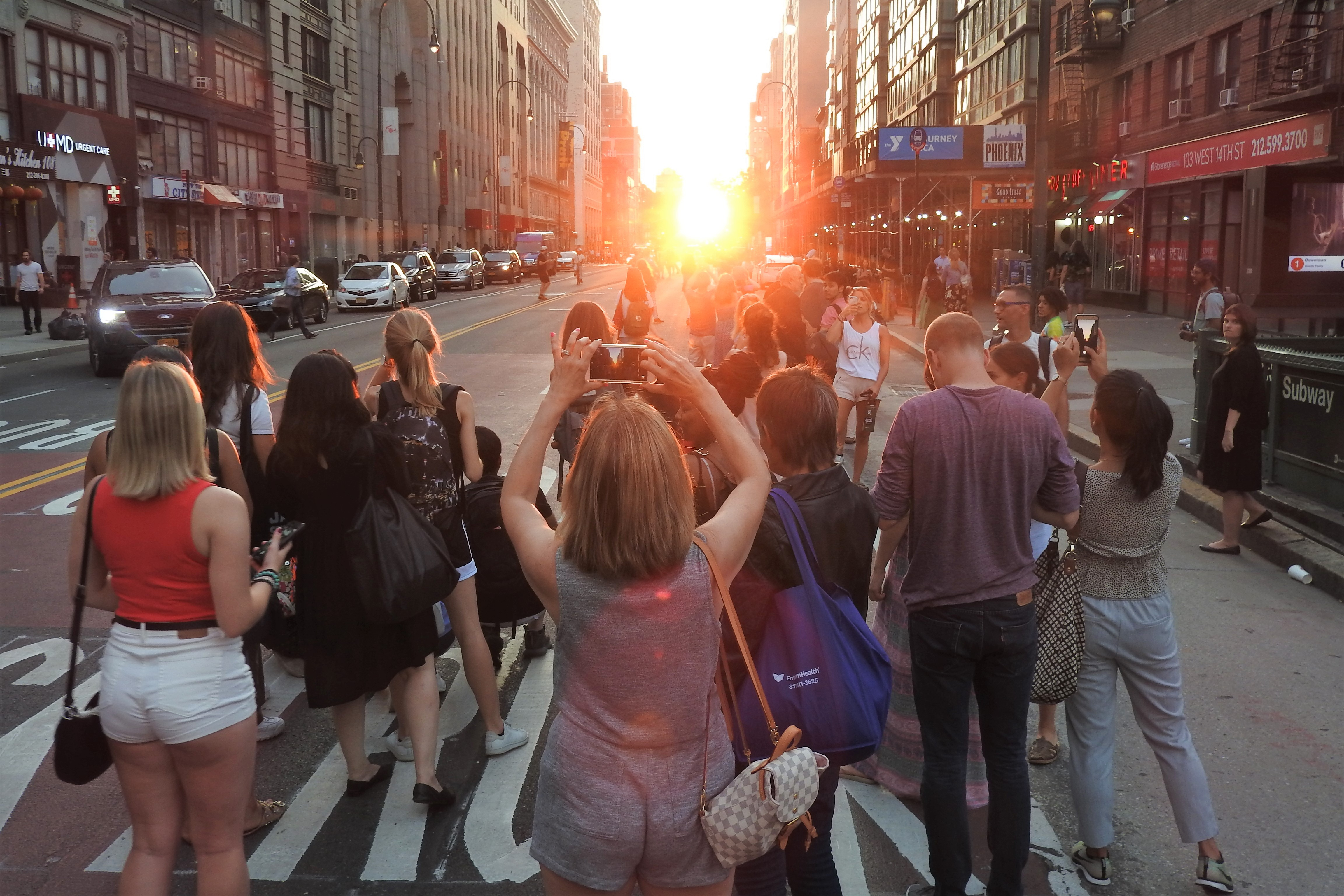
Manhattanhenge auf der 14th Street

Die 14th Street ist eine bedeutende in Ost-West-Richtung verlaufende 3,5 km lange Straße im Stadtbezirk Manhattan in New York City, USA. 

## Lage
Die 14th Street bildet die Grenze zwischen Lower und Midtown Manhattan und führt quer über die Insel Manhattan vom East River bis zum Hudson River. Sie bildet zudem die Grenze zwischen mehreren Stadtteilen und Vierteln. Südlich der 14th Street liegen die Stadtteile Greenwich Village, Alphabet City sowie East Village und nördlich der 14th Chelsea, Flatiron/Lower Midtown und Gramercy Park. Im Bereich der Kreuzung mit dem Broadway ist sie die Südgrenze vom Union Square Park.

## Geschichte
Früher war die 14th Street eine gehobene Gegend, verlor aber etwas an Glanz und Ansehen, als die Stadt nordwärts wuchs. Sie markiert die südliche Grenze des Commissioners’ Plan von 1811, der das rechtwinklige, durchnummerierte Straßenraster von Manhattan von der 14th Street bis nach Washington Heights im Norden vorgab. Südlich der 14th Street setzt sich dieses Raster noch in das East Village und Teilen von Greenwich Village fast durchgängig fort – jedoch nicht in West Village. Hier wurde ein älterer und weniger einheitlicher Plan für das Straßenraster angewandt.
2025 gab Eric Adams, Bürgermeister der Stadt New York, Pläne für eine Umgestaltung der 14th Street bekannt. Gemeinsam mit dem New York City Department of Transportation, der New York City Economic Development Corporation sowie den privaten Organisationen Union Square Partnership und Meatpacking District Management Association erhält die Straße mit einem Kostenaufwand von drei Millionen US-Dollar, davon kommen zwei Millionen von der Stadt und eine Million von den privaten Partnern, erweiterte öffentliche Platzräume, umgestaltete Bürgersteige rund um den Union Square, eine neue Landschaftsgestaltung, verbesserte Fußgängerzonen und Grünflächen. Im Meatpacking District wurde die West 14th Street bereits mit neuen Sitzbereichen, üppiger Landschaftsgestaltung und Möglichkeiten für die öffentliche Kunst „BrakeThrough Media“ umgestaltet.

## Verlauf der 14th Street

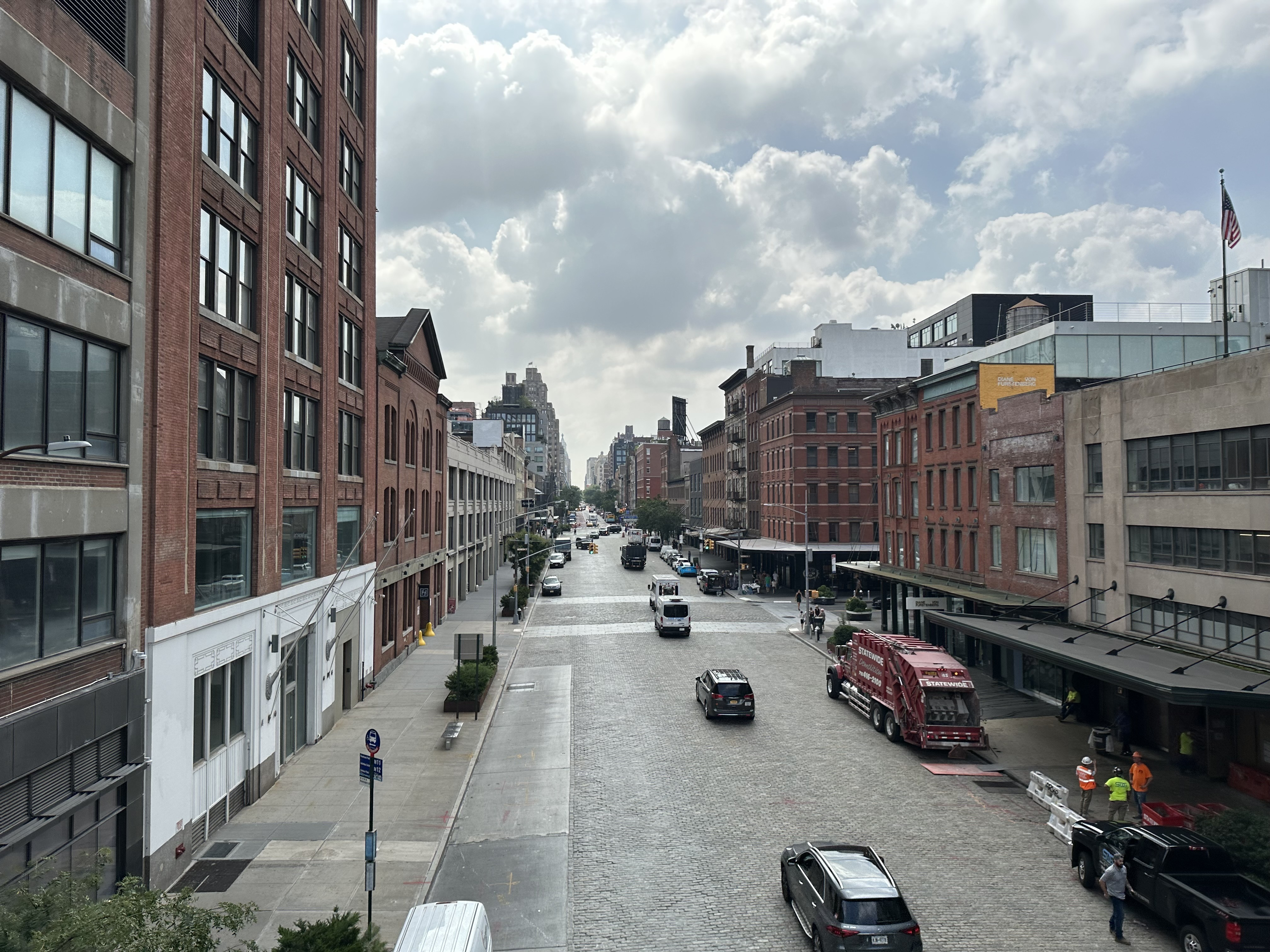
Blick von der High Line nach Osten

Die 14th Street beginnt als „West 14th Street“ an der gemeinsamen Kreuzung mit der 11th Avenue und 10th Avenue an der Nordgrenze vom Meatpacking District in Greenwich Village. Anschließend unterquert sie die High Line und kreuzt nach Osten verlaufend die Straßen Ninth Avenue, Hudson Street, Eighth Avenue, Seventh Avenue und Sixth Avenue bzw. Avenue of the Americas und die Fifth Avenue. Nach der Fifth wird sie zur „East 14th Street“ und bildet die südliche Grenze des Union Square zwischen dem University Place und der Fourth Avenue bzw. Park Avenue. Östlich der 4th Avenue bildet die 14th Street die Südgrenze zum Irving Place, einer Straße, die in nord-südlicher Richtung verläuft und am Gramercy Park endet. Danach kreuzt die 14th Street die Third Avenue und wird zur Grenze zwischen den Vierteln East Village im Süden und Gramercy im Norden. Anschließend kreuzt die Straße die Second Avenue, wo künftig eine U-Bahn-Haltestelle der Second Avenue Subway sein wird. Dann kreuzt die 14th Street die wichtigsten Durchgangsstraßen von Alphabet City: 1st Avenue, Avenue A, Avenue B und endet für den öffentlichen Verkehr an der Avenue C. Von dort führt sie abgesperrt über ein Firmengelände bis auf Höhe des FDR-Drive am Ufer des East River.

### U-Bahn

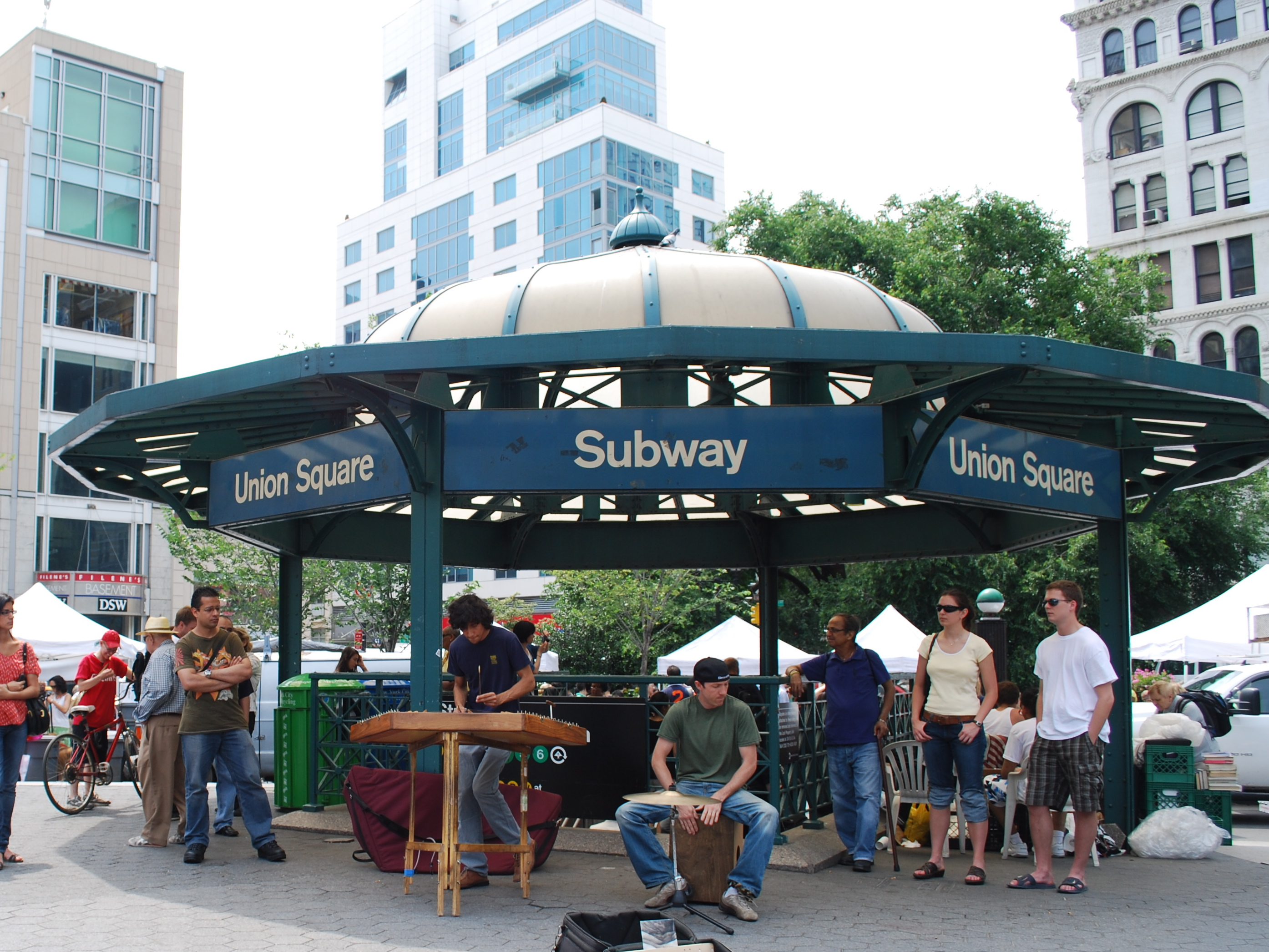
14th Street-Union Square Station

In der 14th Street haben alle in Manhattan von Nord nach Süd verlaufende Linien der New York City Subway eine U-Bahn-Station.
- 14th Street - Union Square : Haltestelle für die BMT Canarsie Line, BMT Broadway Line und IRT Lexington Avenue Line
- 14th Street (6th Avenue) : Haltestelle für die BMT Canarsie Line und IND Sixth Avenue Line
- 14th Street (7th Avenue) : Haltestelle der IRT Broadway – Seventh Avenue Line
- 14th Street (8th Avenue) : Haltestelle der BMT Canarsie Line und IND Eighth Avenue Line

Die BMT Canarsie Line  verläuft unter der 14th Street von der Eighth Avenue bis zum East River, von dort führt sie unter der Meerenge hindurch nach Williamsburg und weiter bis Canarsie in Brooklyn. In Manhattan befinden sich Stationen an der 1st Avenue, der 3rd Avenue, am Union Square, an der 6th und der 8th Avenue.
Der Port Authority Trans-Hudson (PATH) hält an der Kreuzung der 14th Street und 6th Avenue.